# Hank Zipzer (serie de televisión)
Hank Zipzer es una serie de televisión infantil protagonizada por Nick James en el papel nominal a los 12 años de edad con dislexia colegial. El espectáculo se basa en la serie de libros de Henry Winkler, que interpreta el personaje del Sr. Rock, profesor de música de Hank. La primera temporada se estrenó en enero de 2014 en CBBC y una segunda y tercera temporada se han encargado.  A diferencia de los libros que tuvieron lugar en los Estados Unidos, la serie se lleva a cabo en Gran Bretaña. La segunda temporada comenzó a transmitirse el 13 de agosto de 2015. Javone Príncipe hizo su primera aparición como el Sr. Alegría en el episodio 5 de la temporada 2:"Héroe de Hank".  La tercera temporada comenzó a transmitirse el 26 de mayo de 2016, que fue sucedida por una película de 84 minutos más tarde de Navidad en 2016. Una cuarta temporada ha sido confirmada por Winkler.